# Trafikplats Adolfsberg

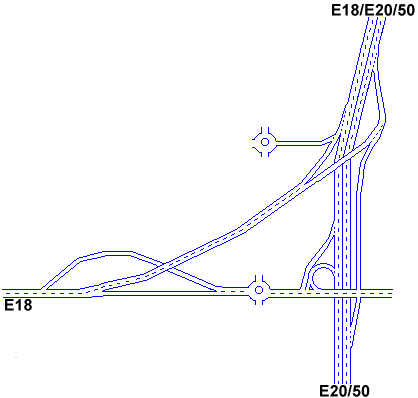

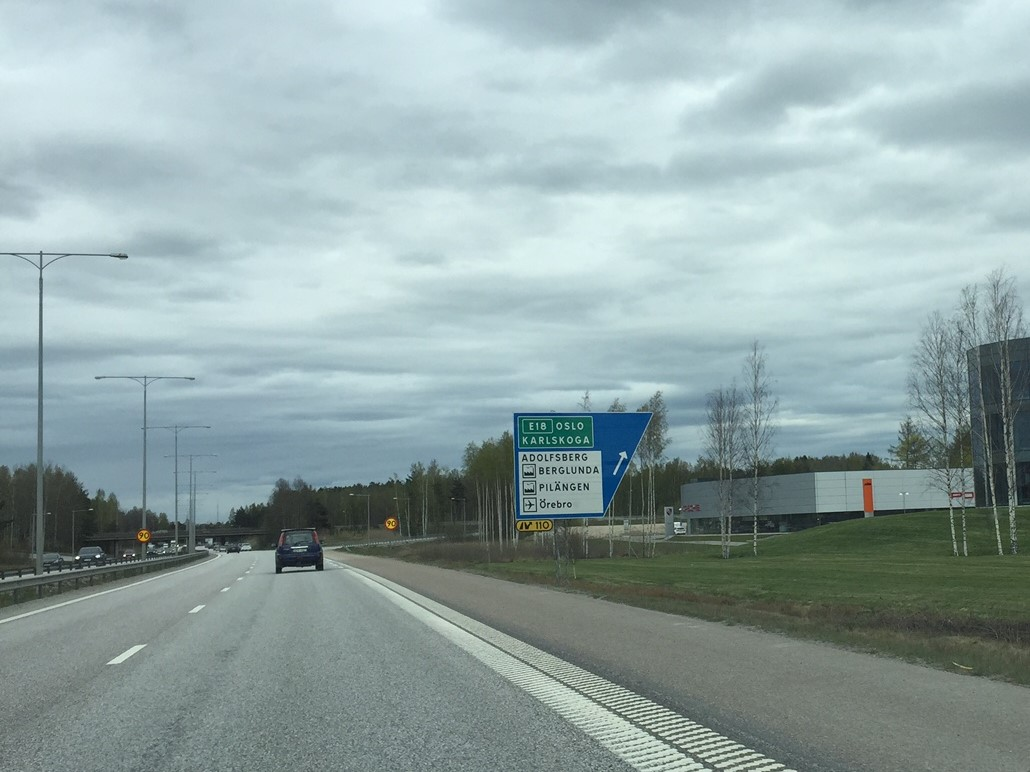
Avfart till Adolfsberg, från E20.

Trafikplats Adolfsberg är en trafikplats/motorvägskorsning vid Mossbergavägen, mellan stadsdelarna Pilängen och Adolfsberg i södra Örebro i Sverige.
Här möts motorvägen E20/50 med E18 som har motorvägsstandard från och med 2008. Norr om trafikplatsen benämns den gemensamma motorvägen E20/E18/50 i kommunal namngivning Västerleden.
Trafikplats Adolfsberg betecknas längs E20 med avfartsnummer 110a respektive 110b, eftersom den i praktiken är en dubbel trafikplats. Från Västerleden, i södergående riktning, finns först en avfart för E18 mot Oslo, vilken i sin tur delar sig i en avfart mot Pilängens industriområde. Därefter kommer en avfart mot Adolfsberg, som ansluter till den med E20 parallella Mosåsvägen i en trevägskorsning. I norrgående riktning längs E20 är dock avfarten gemensam mot E18 och Adolfsberg och betecknas som Avfart 110. 
Påfarten i norrgående riktning från Adolfsbergshållet går, under några 100 meter, som en separat väg med en fil i en riktning, innan den sammanstrålar med E18 som i sin tur kommer från en tvåfilig, enkelriktad bro. Påfarten på E20 är sedan gemensam. Det samma gäller för trafik i södergående riktning längs E20, från E18, Pilängen och Adolfsberg.
I samband med utbyggnaden av E18 till motorväg (2005-2008) kommer ett så kallat Truck stop, med bränslestationer, parkering och restauranger, att uppföras i nära anslutning till Trafikplats Adolfsberg, vilket bland annat har lett till att två nya cirkulationsplatser i området har uppförts, dock ej längs Europavägarna. Då trafikplatsen ej är anpassad för trafiken söderifrån kommer trafikplatsen att förses med nya på/avfarts ramper. Klart hösten 2011.